# BMW R1150 GS
La BMW R1150 GS, prodotta dalla casa motociclistica BMW, è una grossa bicilindrica dotata di motore boxer che ha rappresentato il modello di punta del settore enduro della casa bavarese dal 1999 al 2004.

## Contesto
Questo modello, che sostituiva il precedente R 1100 GS, venne presentato nel giugno del 1999 e rappresentava la nuova versione dello storico enduro BMW. La serie GS (GS sta per Gelände/Strasse - fuoristrada/strada), che ha rappresentato la presenza della casa bavarese nel settore delle moto ambivalenti, utilizzabili sia su strada sia fuoristrada, era stata iniziata nel 1980 dalla R 80 G/S, due ruote che inaugurò una nuova tendenza nel settore con il suo classico motore a cilindri contrapposti: fino a quel momento le enduro erano pressoché tutte monocilindriche, con cubatura massima di 500 cm³.
Da quella prima versione, uscita di produzione nel 1987 dopo essere stata costruita in oltre 20.000 esemplari, si è sviluppata una serie di modelli con la denominazione GS preceduta da un numero rappresentante la cubatura del motore, le R 80 GS e R 100 GS vendute sino al 1995.
In quell'anno anche la barriera psicologica dei 1.000 cm³ venne infranta con la messa in produzione della R 1100 GS, da 1.100 cm³, la cui cilindrata è stata ulteriormente aumentata nella R 1150 GS giungendo ai 1.130 cm³.
La versione ancora successiva, la R1200 GS ha poi continuato nella stessa tendenza.

## Evoluzioni
I cambiamenti più importanti introdotti rispetto al modello precedente si riscontrano soprattutto nel frontale. Il parafango anteriore è modificato e, nella parte superiore, funge da condotto per il raffreddamento del radiatore dell'olio oltre che come paraspruzzi addizionale. Sopra di esso risalta un doppio proiettore asimmetrico, che ha sostituito quello rettangolare presente sulla R 1100 GS, inserito in un cupolino, che, come da tradizione BMW, è regolabile su varie altezze, in base alla statura del guidatore.

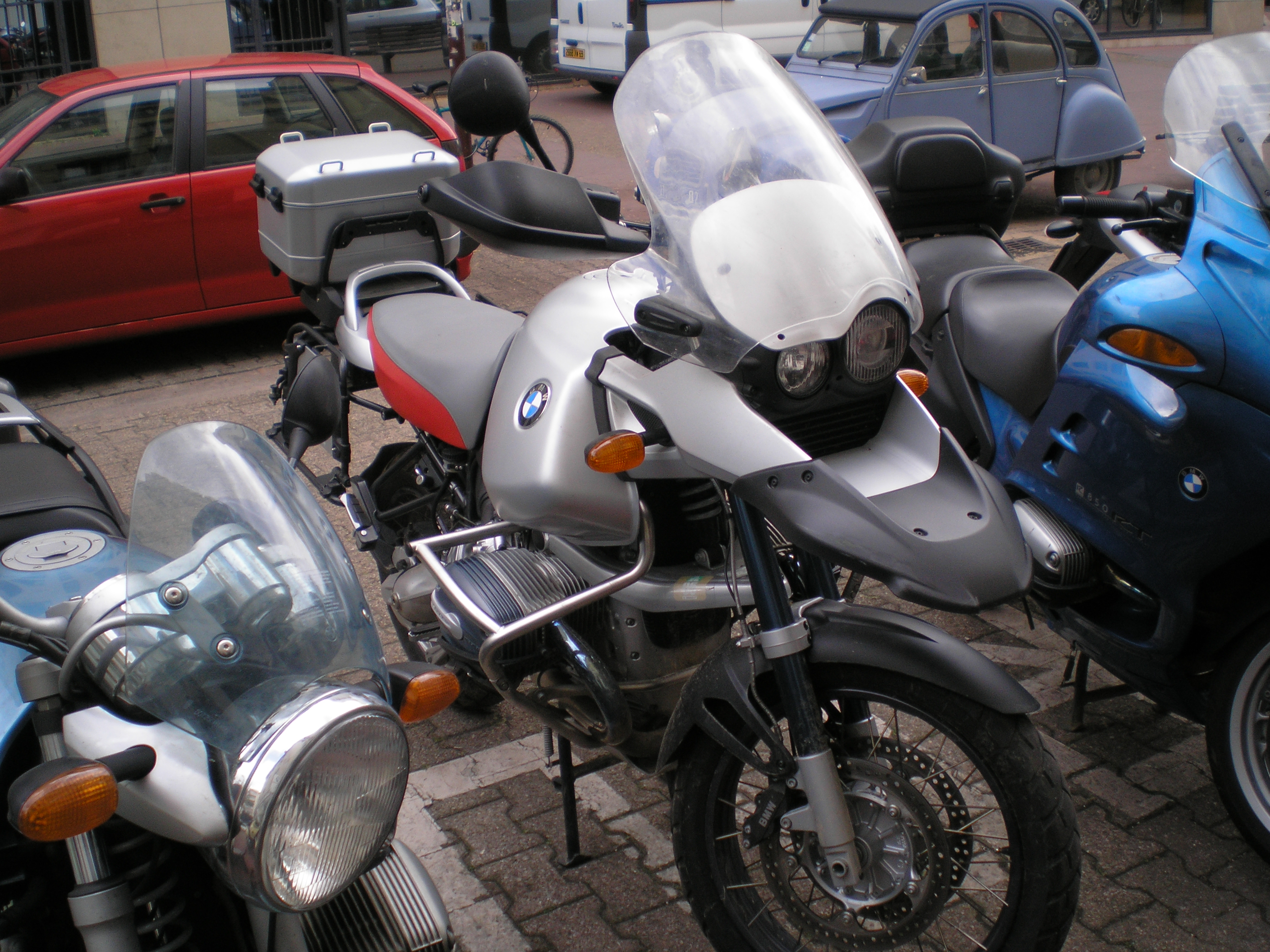
La versione Adventure

La possibilità di regolazioni personalizzate è applicata anche alle leve di comando del manubrio e alla sella, anch'essa regolabile in altezza. L'autonomia della moto è apprezzabile grazie al serbatoio che vanta una capacità di ben 22 litri.
Il motore è stato ulteriormente potenziato rispetto a quello adottato sulla R 1100 GS. Il bicilindrico eroga infatti una potenza di 85 CV a 6.750 giri/min e una coppia di 98 Nm.
Inoltre il cambio reso più fluido è stato dotato di sesta marcia.
Vengono dichiarati una velocità massima di 195 km/h e consumi variabili, in dipendenza dell'impiego tra i 4,5 e i 5,7 lt/100 km.
Nel 2002 alla versione normale è stata affiancata quella denominata R1150 GS Adventure, che si differenziava per gli equipaggiamenti più improntati ai rally desertici come la Rally Dakar; il serbatoio aveva una capacità aumentata a 30 litri, le sospensioni avevano una escursione maggiore, era presente un paramani più esteso, era stato aggiunto un set di motovaligie opzionali in alluminio (ma conservava la compatibilità con le valigie in plastica del modello R1150 GS standard, oltre a modifiche meccaniche per quanto riguarda il cambio e le regolazioni dell'iniezione. Nel 2003 il motore 1150 della BMW assume la doppia accensione e anche la R1150GS sia Standard che Adventure vengono prodotte con questa modifica che comporta anche una variazione estetica dei coprivalvole. 

## Caratteristiche tecniche
| Caratteristiche tecniche - BMW_R1150_GS         | Caratteristiche tecniche - BMW_R1150_GS         | Caratteristiche tecniche - BMW_R1150_GS     | Caratteristiche tecniche - BMW_R1150_GS     | Caratteristiche tecniche - BMW_R1150_GS     | Caratteristiche tecniche - BMW_R1150_GS     |
| ----------------------------------------------- | ----------------------------------------------- | ------------------------------------------- | ------------------------------------------- | ------------------------------------------- | ------------------------------------------- |
|                                                 |                                                 |                                             |                                             |                                             |                                             |
| Dimensioni e pesi                               |                                                 |                                             |                                             |                                             |                                             |
| Ingombri (lungh.×largh.×alt.)                   | 2189 × 920 × ? mm                               | 2189 × 920 × ? mm                           | 2189 × 920 × ? mm                           | 2189 × 920 × ? mm                           | 2189 × 920 × ? mm                           |
| Altezze                                         | Sella: 840 mm                                   | Sella: 840 mm                               | Sella: 840 mm                               | Sella: 840 mm                               | Sella: 840 mm                               |
| Interasse: 1509 mm                              | Interasse: 1509 mm                              | Massa a vuoto: 229 kg                       | Massa a vuoto: 229 kg                       | Serbatoio: 22 l                             | Serbatoio: 22 l                             |
| Meccanica                                       |                                                 |                                             |                                             |                                             |                                             |
| Tipo motore: bicilindrico boxer                 | Tipo motore: bicilindrico boxer                 | Tipo motore: bicilindrico boxer             | Tipo motore: bicilindrico boxer             | Raffreddamento: ad aria / olio              | Raffreddamento: ad aria / olio              |
| Cilindrata                                      | 1.130 cm³ (Alesaggio 101,0 × Corsa 70,5 mm)     | 1.130 cm³ (Alesaggio 101,0 × Corsa 70,5 mm) | 1.130 cm³ (Alesaggio 101,0 × Corsa 70,5 mm) | 1.130 cm³ (Alesaggio 101,0 × Corsa 70,5 mm) | 1.130 cm³ (Alesaggio 101,0 × Corsa 70,5 mm) |
| Distribuzione: a 4 valvole per cilindro         | Distribuzione: a 4 valvole per cilindro         | Distribuzione: a 4 valvole per cilindro     | Alimentazione: Iniezione elettronica        | Alimentazione: Iniezione elettronica        | Alimentazione: Iniezione elettronica        |
| Potenza: 85 CV a 6.750 giri/min - Coppia: 98 Nm | Potenza: 85 CV a 6.750 giri/min - Coppia: 98 Nm | Coppia:                                     | Coppia:                                     | Rapporto di compressione:                   | Rapporto di compressione:                   |
| Frizione:                                       | Frizione:                                       | Frizione:                                   | Cambio: sequenziale a 6 marce               | Cambio: sequenziale a 6 marce               | Cambio: sequenziale a 6 marce               |
| Trasmissione                                    | cardanica                                       | cardanica                                   | cardanica                                   | cardanica                                   | cardanica                                   |
| Avviamento                                      | elettrico                                       | elettrico                                   | elettrico                                   | elettrico                                   | elettrico                                   |
| Prestazioni dichiarate                          |                                                 |                                             |                                             |                                             |                                             |
| Velocità massima                                | 195 km/h                                        | 195 km/h                                    | 195 km/h                                    | 195 km/h                                    | 195 km/h                                    |
| Consumo                                         | da 4,5 a 5,7 lt/100 km                          | da 4,5 a 5,7 lt/100 km                      | da 4,5 a 5,7 lt/100 km                      | da 4,5 a 5,7 lt/100 km                      | da 4,5 a 5,7 lt/100 km                      |
| Fonte dei dati:                                 |                                                 |                                             |                                             |                                             |                                             |